# Varvtal
Varvtal, även varvfrekvens eller rotationsfrekvens, är ett mått på antalet varv som ett roterande föremål gör per tidsenhet. Varvtal (varvfrekvens) anges ofta per minut (r/min, "revolutioner/rotationer per minut") medan frekvens normalt anges per sekund, som hertz, "händelse per sekund". 
I svensk text bör den engelska enheten rpm undvikas. På tyska används förkortningen U/min eller u/min (Umdrehungen pro Minute). Den franska förkortningen är tr/mn (tours par minute).